# Kurt Tank

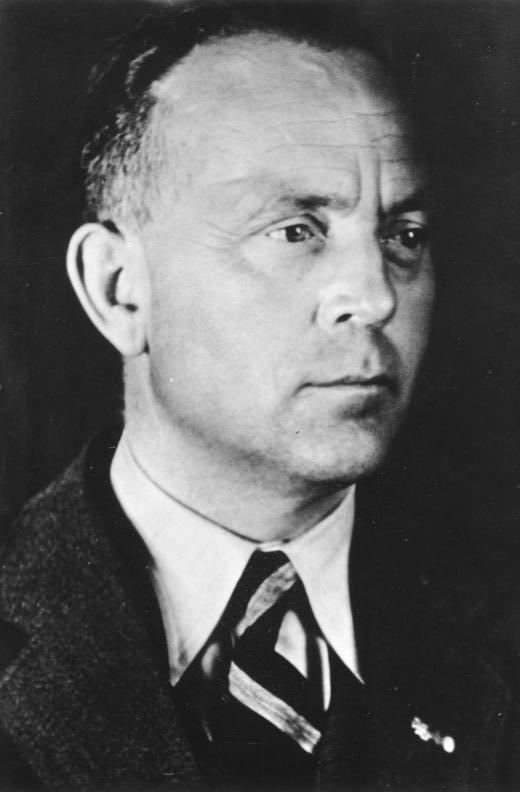
Kurt Tank (1941)

Kurt Waldemar Tank (* 24. Februar 1898 in Bromberg-Schwedenhöhe, Provinz Posen; † 5. Juni 1983 in München) war ein deutscher Ingenieur, Flugzeugkonstrukteur und Flieger.

## Biografie
Tank wurde als Sohn des Berufssoldaten, Wasserbauers und Strombauwarts Willi Tank und dessen Ehefrau Anna geb. Schertzinger in Bromberg geboren. Er besuchte von 1905 bis 1914 das Gymnasium in Nakel/Netze (Pommern), das er 1915 noch vor Ablegung des Abiturs verließ, weil er sich als Freiwilliger für den Einsatz im Ersten Weltkrieg meldete. In der Folgezeit wurde er bei der Infanterie an der Ostfront eingesetzt und zum Offizier ausgebildet; bei Kriegsende war er Leutnant der Reserve und Kompanieführer. In dieser Eigenschaft diente er noch bis zum Frühjahr 1919 im Freikorps Märker in Weimar.
Nach Beendigung seines Kriegsdienstes holte er sein Abitur nach und nahm in der Zeit von Mai bis November 1919 eine Stelle als Praktikant bei der Firma Orenstein & Koppel in Berlin an. Anschließend studierte er von 1919 bis 1924 Elektrotechnik und Maschinenbau an der Technischen Hochschule Berlin. In Berlin war er des Weiteren ein Mitbegründer der Akademischen Fliegergruppe Berlin und beteiligte sich, im Rahmen der Diplom-Vorprüfung, an der Konstruktion des Segelflugzeugs Teufelchen. Von April 1924 bis Dezember 1929 war er Leiter der Aerodynamischen Abteilung und der Flugerprobung bei der Rohrbach Metallflugzeugbau GmbH.
1925 erwarb er die A-2-Fluglizenz in Berlin-Staaken. Von Januar 1930 bis Oktober 1931 war er Projektleiter des Büros für Flugerprobung bei den Bayerischen Flugzeugwerken in Augsburg.

### Wirken in Bremen

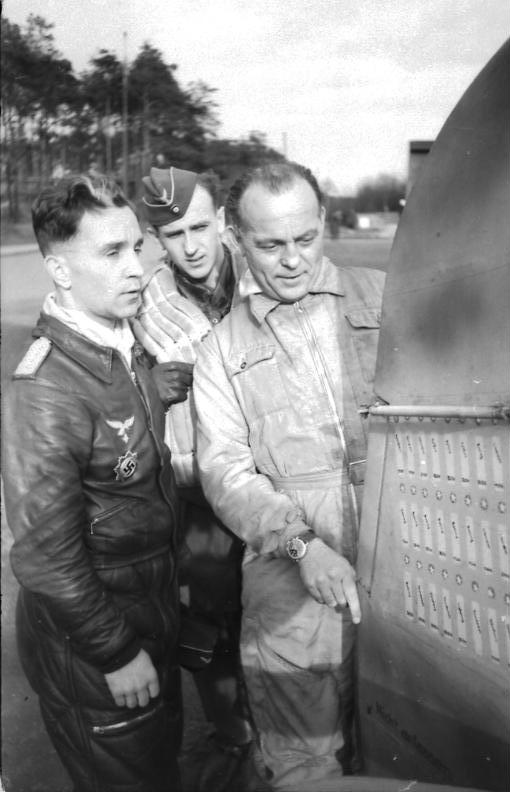
Major Günther Specht (links) und Tank (rechts) auf dem Fliegerhorst Wunstorf 1944

1931 begann er ab dem 1. November bei der Focke-Wulf Flugzeugbau GmbH in Bremen als Technischer Leiter des Entwurfsbüros und der Flugerprobung. Zunächst arbeitete er gemeinsam mit Henrich Focke und ab 1933 als alleiniger technischer Direktor und Chefkonstrukteur. Da Tanks Aufgabengebiet sich auf Flugmechanik, Flugerprobung und Entwurf erstreckte, entwickelte er als Konstrukteur und Einflieger eine Vielzahl von Flugzeugtypen für die deutsche Luftwaffe und den zivilen Luftverkehr. Kurz nach der Machtübernahme des NS-Regimes begann die Aufrüstung der Wehrmacht. Rüstungsbetriebe im Reich bekamen zahlreiche Aufträge; sie intensivierten in Forschung und Entwicklung neuer Produkte und Waffen. Am 10. April 1933 wurde Tank zum Vorstandsmitglied der Focke-Wulf AG ernannt und löste in dieser Position Henrich Focke ab. Nach der Umwandlung des Unternehmens in eine GmbH im Jahr 1936 wechselte er 1937 in die Geschäftsführung, deren Mitglied er bis zu deren Auflösung am 15. Juli 1946 war. Nachdem er 1938 das Patent eines Flugkapitäns erworben hatte, wurde er im darauffolgenden Jahr zum Wehrwirtschaftsführer und 1940 zum Leiter der Entwicklungsgruppe Kunststoffe ernannt. 1942 wurde er Vizepräsident der Akademie für Luftfahrtforschung. Seit 1944 leitete er die Entwicklungshauptkommission und die Entwicklungskommission Nachtjagd für die gesamte deutsche Flugzeugindustrie.

### Entwickelte Flugzeugtypen
1933/34 wurden unter Tanks Leitung die Fw 44 Stieglitz (ein Schulflugzeug der deutschen Luftwaffe), die Fw 56 Stößer (ein Trainings-Jagdflugzeug) und 1935 die zweimotorige Fw 58 Weihe (Übungsflugzeug) konstruiert. 1936 wurde er zum Flugkapitän ernannt und konstruierte das Mehrzweckkampfflugzeug Fw 57. Als eine seiner bedeutendsten Vorkriegsleistungen gilt die Entwicklung der aerodynamisch durchkonstruierten viermotorigen Fw 200 Condor, die 1938 als erstes Verkehrsflugzeug die Strecke Berlin-New York in beiden Richtungen bewältigte und verschiedene Weltrekorde für sich verbuchte.
Weitere Entwicklungen waren die Fw 47 (ein Wetterflugzeug), die Fw 55 (See-Schulflugzeug), die Fw 62 (See-Erkundungsflugzeug), die Fw 189 Uhu (Nahaufklärungsflugzeug), die Fw 191 (zweimotoriger Bomber) oder die Fw 300 (Entwurf eines viermotorigen Transatlantik-Verkehrsflugzeugs).
Im Zweiten Weltkrieg war Tank einer der bedeutendsten Konstrukteure von Jagdflugzeugen für die deutsche Luftwaffe. 1939 begann die Konstruktion des Jagdeinsitzers Fw 190 Würger, der ab 1941 neben der Messerschmitt Bf 109 zum zweiten Standardjäger der Luftwaffe wurde. Die Weiterentwicklung Fw Ta 152 gelangte 1945 nur noch vereinzelt zum Einsatz. Beide gehörten zu den besten Jagdflugzeugen ihrer Zeit. Zum Ende des Kriegs entwickelte er federführend bei Focke-Wulf das wegweisende strahlgetriebene Jagdflugzeug Fw Ta 183 Huckebein. Die von den Alliierten erbeuteten Konstruktionsunterlagen haben die Entwicklung der sowjetischen MiG-15 und der US-amerikanischen F-86 stark beeinflusst.

### Weiteres Wirken in Deutschland
Die Technische Hochschule Braunschweig ernannte ihn 1943 zum Professor; außerdem hatte er einen Lehrauftrag für Sonderflugzeuge (Langstrecken- und Schnellverkehrsflugzeuge) inne. 1944 und 1945 war er Leiter der Entwicklungshauptkommission (ESK) sowie der Entwicklungskommission Nachtjagd. Am 8. April 1945 wurde er durch den englischen Geheimdienst in der Zentrale der Focke-Wulf-Werke in Bad Eilsen gefangen genommen und auf der Burg Schaumburg interniert.
Tank war seit 1932 Mitglied der NSDAP und wurde später zum Wehrwirtschaftsführer ernannt. Er erhielt nach dem Krieg Berufsverbot, das durch ein Kontrollratsgesetz festgelegt worden war. 1945/46 gründete er sein eigenes Ingenieurbüro. Er entwickelte dort Wohn- und Werkstattbauten, blieb jedoch dem Flugzeugbau zugetan.

### Wirken in Argentinien und Indien

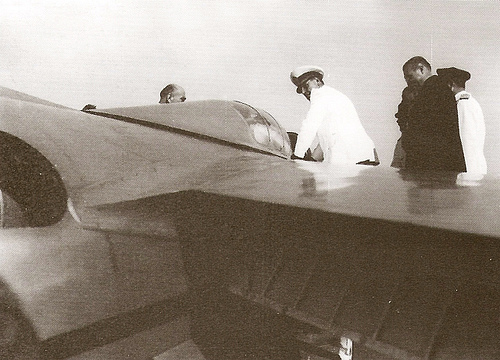
Tank und Perón mit der I.Ae. 33 Pulqui II

Unter dem Namen Prof. Dr. Pedro Matthies wanderte Tank 1947 zusammen mit einer Reihe von anderen Luftfahrtexperten über Dänemark und Schweden nach Argentinien aus. Juan Perón, damaliger Präsident von Argentinien, ließ die Konstrukteure an mehreren Rüstungsprojekten arbeiten. In Anlehnung an die Focke-Wulf Ta 183 entwickelte die Gruppe um Tank in Córdoba den Strahljäger FMA I.Ae. S. 33 Pulqui II sowie das Schul- und Transportflugzeug FMA I.Ae. 35 Huanquero. Die deutschen Ingenieure waren zudem in Falda del Cármen an einem Projekt für Feststoffraketen beteiligt. Nach dem Sturz von Perón 1955 durch einen Militärputsch gingen die ehemaligen Focke-Wulf-Konstrukteure in verschiedene Länder; der Großteil von ihnen in die USA.
Tank setzte daraufhin 1956 seine Arbeit in Indien fort, wo er 1959 bei Hindustan Aircraft (ab 1964 Hindustan Aeronautics) in Bangalore Chefkonstrukteur wurde. Er entwickelte dort einen Jagdbomber, die Hindustan Aeronautics HF 24.
1969 kehrte Tank nach Deutschland zurück und war in beratender Funktion für den Luftfahrtkonzern Messerschmitt-Bölkow-Blohm tätig.
2008 förderte das Deutsche Museum, das Unterlagen von Tank besitzt, ein Forschungsprojekt einer indischen Forscherin. Der Projekttitel lautete: Kurt Tank, German Aeronautical Engineering and India’s Quest for a Jet Fighter.

## Persönliches
Kurt Tank war zweimal verheiratet. 1924 ehelichte er Charlotte Teufel, mit der er zwei Töchter und einen Sohn bekam. Nach dem Tod seiner ersten Frau um 1948/49 in Argentinien heiratete er um 1950 Sigrid Güldennagel († gestorben Juli 1986), mit der er eine weitere Tochter bekam. Seinen Lebensabend verbrachte Tank in München.

## Auszeichnungen
- Ehrenkreuz I. und II. Klasse von 1914, Ehrenkreuz Schwarzburg-Sondershausen und Ehrenkreuz für Frontkämpfer

- Kriegsverdienstkreuz II. Klasse mit Schwertern (1941) und Kriegsverdienstkreuz I. Klasse
- 1940: Lilienthal-Gedenkmünze der Lilienthal-Gesellschaft für Luftfahrtforschung[1]
- 1943 Ernennung zum Titularprofessor (Technische Hochschule Braunschweig)
- 1945: Dr.-Ing. E. h. der Technischen Hochschule Berlin

## Mitgliedschaften
- ab 1932: Mitglied in der NSDAP
- ab 1936: Mitglied der Wissenschaftlichen Gesellschaft für die Luftfahrt (WGL)
- ab 1936: Mitglied der Lilienthal-Gesellschaft für Luftfahrtforschung
- ab 1936: Mitglied der Deutschen Akademie der Luftfahrtforschung

## Schriften (Auswahl)
- mit Heinz Conradis: Forschen und Fliegen. Musterschmidt, Göttingen / Berlin / Frankfurt 1959, OCLC 252591258.